# Pierre aux Couteaux
La Pierre aux Couteaux est un menhir situé sur la commune de Diant dans le département de Seine-et-Marne.

## Historique
L'édifice est classé au titre des monuments historiques en 1889.

## Description
Le menhir est constitué d'un bloc de grès de 4,20 m de hauteur pour une largeur à la base de 2,50 m et une épaisseur moyenne de 0,80 m. Sur la face orientée au sud, il comporte sept cupules. Sur la face orientée à l'est, un triangle de 0,22 m de côté est gravé à 1,70 m du sol, cette gravure semble assez récente.

## Folklore
Selon une légende, la pierre marque le tombeau d'un général ou du roi Thierry Ier.